# Zombie Lane
Zombie Lane es un juego de redes sociales desarrollado por el estudio de Digital Chocolate en Helsinki y lanzado en Facebook y Google+ en 2011. A finales de 2011, fue lanzado en la App Store de iOS. Los jugadores deben reconstruir sus barrios destrozados después de su destrucción por un apocalipsis zombi. El juego fue elogiado por los críticos por sus gráficos y jugabilidad. En julio de 2014, la versión de Facebook tenía más de 2,2 millones de me gustas, y a partir de abril de 2014 ha sido licenciado a RockYou mientras que algunos desarrolladores de Digital Chocolate fueron contratados para continuar trabajando en el juego.

## Jugabilidad
El juego se centra en la agricultura y la reconstrucción del barrio destruido, con el juego comenzando en el fin del mundo. El personaje del jugador ha perdido a su esposa y a su perro, que necesitan ser localizados, y la choza en ruinas que solía ser su hogar es el único edificio que queda en pie. El jugador es dado consejo por un personaje llamado Rob el Alquila-un-policía, y debe lidiar con los zombis invasores, así como restaurar el vecindario. El jugador comienza con una pala como su única arma, pero con el tiempo puede crear armas improvisadas a partir de objetos recogidos y obtener armas de fuego.
Los escombros y escombros ensucian el área de juego, y deben ser despejados antes de que el jugador pueda plantar cultivos, que a su vez se pueden convertir en alimentos que restauran la energía. El combate consiste en hacer clic en zombis con el fin de atacarlos. Si el jugador es atacado por un zombi, su personaje será aturdido momentáneamente, no se incurre en otras penalizaciones. Los enemigos se vuelven más difíciles de derrotar a medida que avanza el juego. Cuando los enemigos son derrotados desaparecen, a pesar de que el combate de ajuste del juego es de naturaleza slapstick en lugar de ser totalmente violento. Los Zombis sueltan objetos cuando son derrotados, diferentes tipos de zombis sueltan diferentes elementos. Los zombis vendedores puerta a puerta sueltan artículos deportivos, mientras que los zombis que antes eran empleados de la tienda dejan caer artículos para el hogar.
La trama del juego es pequeña, en su lugar se dan tareas con el fin de lograr objetivos generales, como la localización de la esposa del jugador. Estas tareas pueden implicar derrotar a un número determinado de oponentes dentro de un límite de tiempo, o producir cultivos, y serán desafíos individuales o conectados a los objetivos más grandes.
A medida que el jugador progresa, accede a áreas de juego adicionales, algunas de las cuales tienen una progresión de trama más lineal.

## Recepción
Zombie Lane fue elogiado por los críticos en términos de sus gráficos y jugabilidad. Andrew Webster de Gamezebo declaró "Zombie Lane tiene efectos visuales 3D suaves y encantadores, con personajes distintos y animación sólida. La banda sonora, también, tiene un horror muy apropiado cruzado con un ambiente de comedia". Comparó el juego con FrontierVille, afirmando que "El nucleo del juego puede no ser tan original, pero Zombie Lane todavía se siente como una experiencia fresca." El exagente de Seattle el escritor Josh Sprague declaró ".. en realidad, es muy divertido bombear plomo a algunos zombies mientras esperas a que maduren tus fresas.".